# Discovery Channel Pro Cycling Team 2007
Questa voce raccoglie le informazioni riguardanti la Discovery Channel Pro Cycling Team nelle competizioni ufficiali della stagione 2007.

## Organico

### Staff tecnico
GM=General Manager; DS=Direttore Sportivo.
|  | Naz.                   | Ruolo | Sportivo         |  |  |  |
|  | ---------------------- | ----- | ---------------- |  |  |  |
|  | Stati Uniti (bandiera) | GM    | Bill Stapleton   |  |  |  |
|  | Belgio (bandiera)      | TM    | Johan Bruyneel   |  |  |  |
|  | Regno Unito (bandiera) | DS    | Sean Yates       |  |  |  |
|  | Francia (bandiera)     | DS    | Laurenzo Lapage  |  |  |  |
|  | Belgio (bandiera)      | DS    | Dirk Demol       |  |  |  |
|  | Russia (bandiera)      | DS    | Vjačeslav Ekimov |  |  |  |

### Rosa
|  | Naz.                   |  | Sportivo          | Anno |  |  |
|  | ---------------------- |  | ----------------- | ---- |  |  |
|  | Giappone (bandiera)    |  | Fumiyuki Beppu    | 1983 |  |  |
|  | Ucraina (bandiera)     |  | Volodymyr Bileka  | 1979 |  |  |
|  | Slovenia (bandiera)    |  | Janez Brajkovič   | 1983 |  |  |
|  | Spagna (bandiera)      |  | Alberto Contador  | 1982 |  |  |
|  | Stati Uniti (bandiera) |  | Antonio Cruz      | 1971 |  |  |
|  | Regno Unito (bandiera) |  | Steven Cummings   | 1981 |  |  |
|  | Stati Uniti (bandiera) |  | Tom Danielson     | 1978 |  |  |
|  | Australia (bandiera)   |  | Allan Davis       | 1980 |  |  |
|  | Belgio (bandiera)      |  | Stijn Devolder    | 1979 |  |  |
|  | Russia (bandiera)      |  | Vladimir Gusev    | 1982 |  |  |
|  | Stati Uniti (bandiera) |  | George Hincapie   | 1973 |  |  |
|  | Stati Uniti (bandiera) |  | Levi Leipheimer   | 1973 |  |  |
|  | Cina (bandiera)        |  | Li Fuyu           | 1978 |  |  |
|  | Australia (bandiera)   |  | Trent Lowe        | 1984 |  |  |
|  | Spagna (bandiera)      |  | Egoi Martínez     | 1978 |  |  |
|  | Stati Uniti (bandiera) |  | Jason McCartney   | 1973 |  |  |
|  | Belgio (bandiera)      |  | Gianni Meersman   | 1985 |  |  |
|  | Slovenia (bandiera)    |  | Uroš Murn         | 1975 |  |  |
|  | Spagna (bandiera)      |  | Benjamín Noval    | 1979 |  |  |
|  | Rep. Ceca (bandiera)   |  | Pavel Padrnos     | 1970 |  |  |
|  | Portogallo (bandiera)  |  | Sérgio Paulinho   | 1980 |  |  |
|  | Ucraina (bandiera)     |  | Yaroslav Popovych | 1980 |  |  |
|  | Spagna (bandiera)      |  | José Luis Rubiera | 1973 |  |  |
|  | Lituania (bandiera)    |  | Tomas Vaitkus     | 1982 |  |  |
|  | Danimarca (bandiera)   |  | Brian Vandborg    | 1981 |  |  |
|  | Belgio (bandiera)      |  | Jurgen Van Goolen | 1980 |  |  |
|  | Australia (bandiera)   |  | Matthew White     | 1974 |  |  |

## Palmarès

### Corse a tappe
- Paris-Nice

4ª tappa (Alberto Contador)
5ª tappa (Yaroslav Popovych)
7ª tappa (Alberto Contador)
Classifica generale (Alberto Contador)
- Volta a Catalunya

3ª tappa (Allan Davis)
- Tour de Suisse

7ª tappa (Vladimir Gusev)
- Tour de France

14ª tappa (Alberto Contador)
19ª tappa (Levi Leipheimer)
Classifica generale (Alberto Contador)
- Vuelta a España

14ª tappa (Jason McCartney)
- Tour of California

Prologo (Levi Leipheimer)
5ª tappa (Levi Leipheimer)
Classifica generale (Levi Leipheimer)
- Vuelta a la Comunidad Valenciana

4ª tappa (Alberto Contador)
- Tour de Georgia

3ª tappa (Gianni Meersman)
4ª tappa (Levi Leipheimer)
5ª tappa (Levi Leipheimer)
Classifica generale (Janez Brajkovic)
- Vuelta a Castilla y León

4ª tappa (Alberto Contador)
Classifica generale (Alberto Contador)
- Driedaagse De Panne - Koksijde

4ª tappa (Stijn Devolder)
- Tour de Belgique

3ª tappa (Vladimir Gusev)
Classifica generale (Vladimir Gusev)
- Österreich-Rundfahrt

5ª tappa (Gianni Meersman)
7ª tappa (Stijn Devolder)
Classifica generale (Stijn Devolder)
- Tour of Qinghai Lake

1ª tappa (Allan Davis)
3ª tappa (Allan Davis)
5ª tappa (Allan Davis)
6ª tappa (Allan Davis)
8ª tappa (José Luis Rubiera)
9ª tappa (Allan Davis)
- Tour de l'Ain

2ª tappa (Brian Vandborg)
- Tour of Missouri

2ª tappa (George Hincapie)
3ª tappa (Levi Leipheimer)
Classifica generale (George Hincapie)

### Corse in linea
- Amstel Curaçao Race (Alberto Contador)
- Bob Cook Memorial-Mount Evans (Tom Danielson)
- GP Stad Sint-Niklaas (Stijn Devolder)
- Cornulla International Grand Prix (Matthew White)

### Campionati nazionali
- Campionati belgi

In linea (Stijn Devolder)
- Campionati russi

Cronometro (Vladimir Gusev)
- Campionati statunitensi

In linea (Levi Leipheimer)

### Pista
- Pechino, Inseguimento a squadre (Steven Cummings)
- Sydney, Inseguimento a squadre (Steven Cummings)

## Classifiche UCI

### UCI ProTour
Individuale
Piazzamenti dei corridori della Discovery Channel nella classifica individuale dell'UCI ProTour 2007.
| Pos. | Ciclista          | Punti |
| ---- | ----------------- | ----- |
| 3    | Alberto Contador  | 191   |
| 13   | Levi Leipheimer   | 118   |
| 36   | Allan Davis       | 64    |
| 45   | Vladimir Gusev    | 48    |
| 48   | Yaroslav Popovych | 45    |
| 60   | Stijn Devolder    | 39    |
| 80   | Janez Brajkovič   | 29    |
| 81   | Tomas Vaitkus     | 29    |
| 113  | George Hincapie   | 10    |
| 130  | Jason McCartney   | 8     |
| 135  | Egoi Martínez     | 7     |
| 142  | Sérgio Paulinho   | 7     |
| 143  | Steven Cummings   | 7     |
| 144  | Benjamín Noval    | 7     |
| 147  | Li Fuyu           | 7     |
| 203  | Fumiyuki Beppu    | 2     |

Squadra
La Discovery Channel chiuse in settima posizione con 300 punti.